# Звенигородський чин (неповний)
Звенигородський чин (неповний)  або  Деісусний чин зі Звенигорода — частково збережений комплект ікон доби російського середньовіччя, розпізнаний як твір московського іконописця Андрія Рубльова.

## Легенда про знахідку
За офіційною версією, неповний деісусний чин (три ікони з семи або дев'яти первісних ) були знайдені у сараї з дровами 1918 року. Їх знайшов Г. Чириков, котрий працював реставратором у Всеросійській комісії зі збереження та розкриття давньоруського живопису. 
Ця версія була оприлюднена за звітом  Н. Д. Протасова та друкованим статтям І. Е. Грабаря . Але не було знайдено звітів про знахідку, що нетипово для діяльності Всеросійської комісії.
Не збіглися і дати. Ікони потрапили у Московські реставраційні майстерні восьмого жовтня 1918 року, тоді як експедиція реставраторів і шукачів у Звенигороді розпочалась лише 14 жовтня.
Остаточну крапку в історії знахідки ікон поставила доповідь доктора історичних наук Ольги Подобедової (1912-1999), керівника сектора історії давньоруського мистецтва Інституту мистецтвознавства на урочистостях з нагоди 1000-ліття хрещення України-Русі. За її свідченнями ікони не були знайдені у дровах, а їх передав реставраторам експедиції молодий священик Дмитро Крилов. Вважають, що Дмитро Крилов був у Звенигороді на стажуванні і передав майно церкви (нехай і старі ікони) без дозволу архієрея, що могло спровокувати покарання. Аби оминути покарання священика, Грабар та інші оприлюднили версію про знахідку ікон деісуса зі Звенигорода у дровах реставраторами. Так легенда протрималась більше сімдесяти років.

## Провенанс і опис
Три ікони Звенигородського чина були реставровані у Москві у 1918-1919 рр. Неповний комплект передали до збірок Державного історичного музею. Лише 1930 року їх передали до Третьяковської галереї. 
Ікони поясні, великі за розмірами, а образа перебільшують розміри реальних людей. Виходячи з їх монументального розміру, почались розшуки собору або церкви, для котрих вони первісно призначались. Для ікон такого розміру не підходили ні Успенський собор на Городці Звенигорода, ні навіть собор Різдва Богородиці Саввино-Сторожевського монастиря, ктитором котрого рахувався звенигородський князь. Але замовником таки була якась досить впливова особа того часу.
У повний комплект деісуса мали входити також ікони «Богородиця», «Архангел Гавриїл», «Іван Предтеча», «Апостол Петро», «Іван Хрисостом», «Василій Великий».
Була спроба знайти інші ікони деісуса. Згідно зі згадками архіву Третьяковської галереї, у грудні 1918 року шукачі відбули у село і садибу Кораллово поблизу Звенигорода, у церкву котрих  передали якість старовинні ікони, гіпотетично ними могли бути відсутні ікони Звенигородського деісуса. Але в Кораллово ікон потрібного чина не знайдено. Церква садиби була пізніше пограбована, а потім розібрана до фундаментів.

## Датування
Датування деісусного чина із Звенигорода тісно пов'язане із періодом життя іконописця Андрія Рубльова. Інші версії не розглядаються, настільки переконані дослідники, що деісус зі Звенигорода  був створений ченцем-іконописцем Андрієм Рубльовим та його помічниками. Тому датують або кінцем 14 століття, або першими десятиліттями 15 століття. Останню дату пропонують тому, що на іконах деісуса використані настільки рідкісні колористичні гармонії, котрі пов'язують із останніми роками життя Андрія Рубльова, коли начебто надзвичайно зросли його авторські майстерність і сміливість.

## Христос Вседержитель
Середня або центральна ікона деісусного чина. Найбільш пошкоджена серед трьох збережених. Фактично збережена тільки середня дошка дерев'яної ікони із зображенням Христа. Колись він тримав у руці Євангеліє, що на іконі пропало. Була пошкоджена і голова Христа у верхній частині. Аби додати завершеності образу при реставрації створені бічні додатки деревиною у повний колишній розмір без відтворення втрачених частин живопису.
Христос Вседержитель у Андрія Рубльова абсолютно не схожий на грізного і вимогливого суддю грішного людства, котрого зазвичай подавали візантійські майстри. Незважаючи на знання візантійського типу ікон «Христос Вседержитель», Андрій Рубльов створив власну інтерпретацію образа, подавши спокійного, розсудливого і майже слабкого за характером персонажа, що знав всі слабкості і грішного людства.
Навіть збережені рештки колишнього живопису зберегли надзвичайну коштовність колористичних гам, використаних іконописцем з вищим щаблем майстерності і сміливості, притаманним і двом іншим іконам колишнього комплекту.
Подібний образ Христа був сприйнятий тодішніми вірянами і очільниками релігійних громад. Про це свідчать старовинні прориси ікони і копії центральної ікони деісуса, створені у 15 та у 16 століттях . Порівняння з копіями ікони навело на думку, що і у Рубльова Христос колись мав розкрите Євангеліє. Запропоновані і варіанти напису на ньому (пов'язані зі Страшним судом), серед них слова: «Прийдіть до Мене, усі струджені та обтяжені, і Я вас заспокою!» (Мтв. 11:28).

## Архангел Михаїл

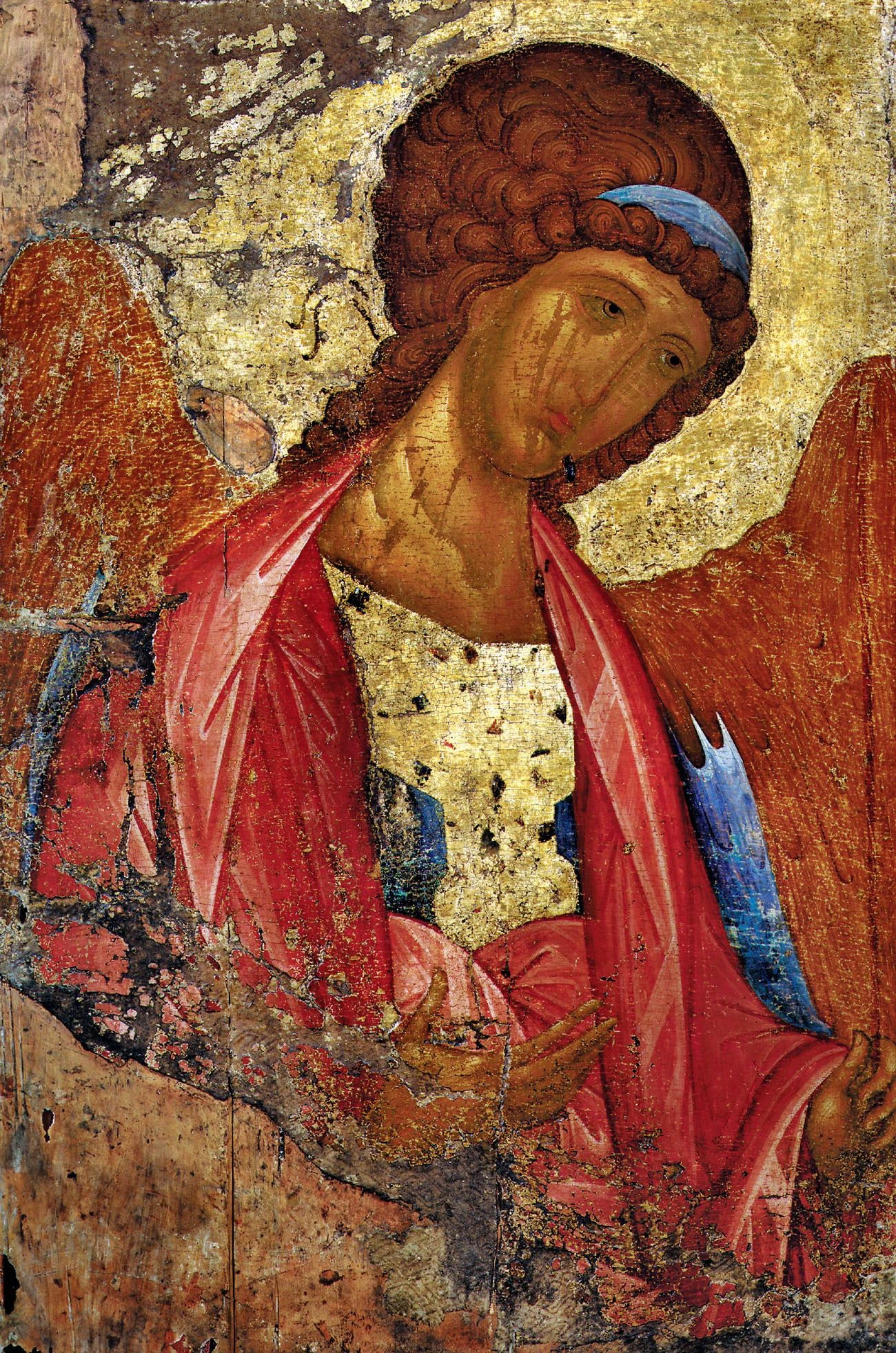
«Архангел Михаїл». Третьяковська галерея.

Архангел Звенигородського чина не дуже відрізняється типом від архангелів інших деісусів. У символічному образі він представляє Стража Царства Небесного, звідси Царська розкіш його далматика із золотим шитвом, додатково прикрашеним коштовним камінням та пурпур коштовного плаща. Обличчя архангела майже знайоме по зображенням на відомій рубльовській «Трійці» та на фресках Успенського собору міста Володимир. Висока зачіска доповнена небесно-блакитною стрічкою, що додатково мала символізувати ідеальність і внутрішню красу образа.
На іконі значно пошкоджені верхній та нижній кути живопису майже до деревини. Добре видно й подряпини на обличчі архангела, залишені без додаткового тонування і приховування під час реставрації. За сучасними настановами реставрація зупиняється на межі, де починається сучасне втручання у пам'ятку з метою покращення його зовнішнього вигляду.

## Апостол Павло

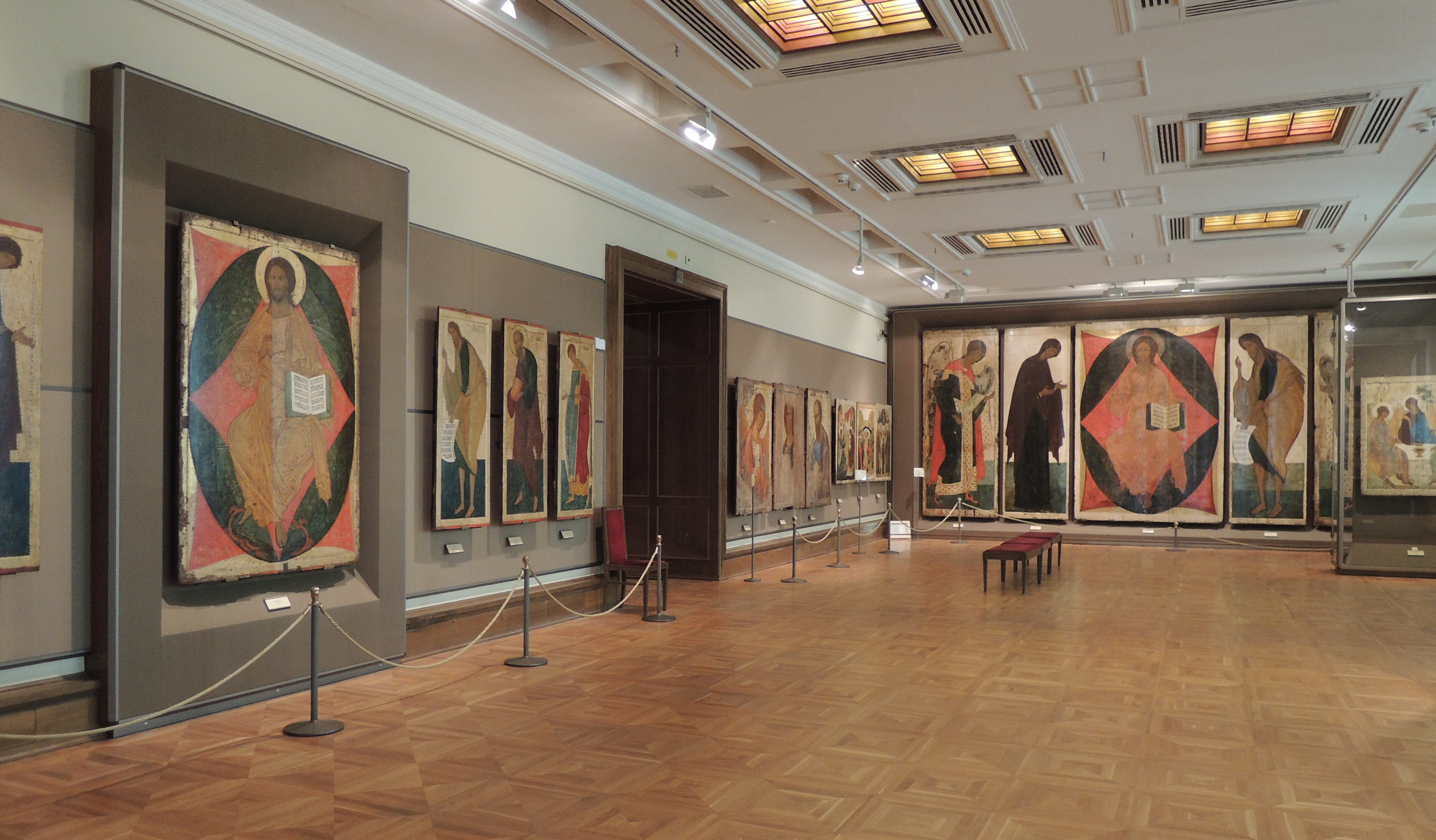
Монографічна зала Третьяковської галереї, де експонують ікони роботи Андрія Рубльова. Фото: 2014 р.

У порівнянні з Христом Вседержителем даний образ досить непогано збережений. Апостол Павло поданий з трохи похиленою головою у бік Христа. В його руках теж був напіврозкритий кодекс, напис на сторінках котрого читався не повністю. Добре збережене обличчя апостола непогано змодельоване фарбами і подає особу як людину похилого віку, хоча в його бороді та волоссі на голові не видно сивини. Про немолодий вік свідчать й опуклі деталі обличчя зображеного святого, підкреслені лініями, котрих нема на обличчях інших персонажів. 
Окрема риса образа — світлоносність його одягу та співставлення двох досить незвичних фарб. Якщо світлоносність фарб одягу пов'язує апостола з іншими іконами деісуса, що характеризує зображальний характер ікони, який, ймовірно, належав руці іншого майстра. Тому вважають, що ікона виконана з допомогою або участю якогось помічника Андрія Рубльова.